# Quan Âm de Sơn Trà
Quan Âm de Sơn Trà est une statue de 70 mètres de haut d'un Guanyin debout qui se trouve à Da Nang en Viêt Nam. La construction de la statue a été fini en 2010.  Elle repose sur une base de 17 mètres de haut, conduisant à une hauteur totale de 87 mètres du monument. Elle est en 2019 la vingt et unième plus grande statue au monde.

## Galerie

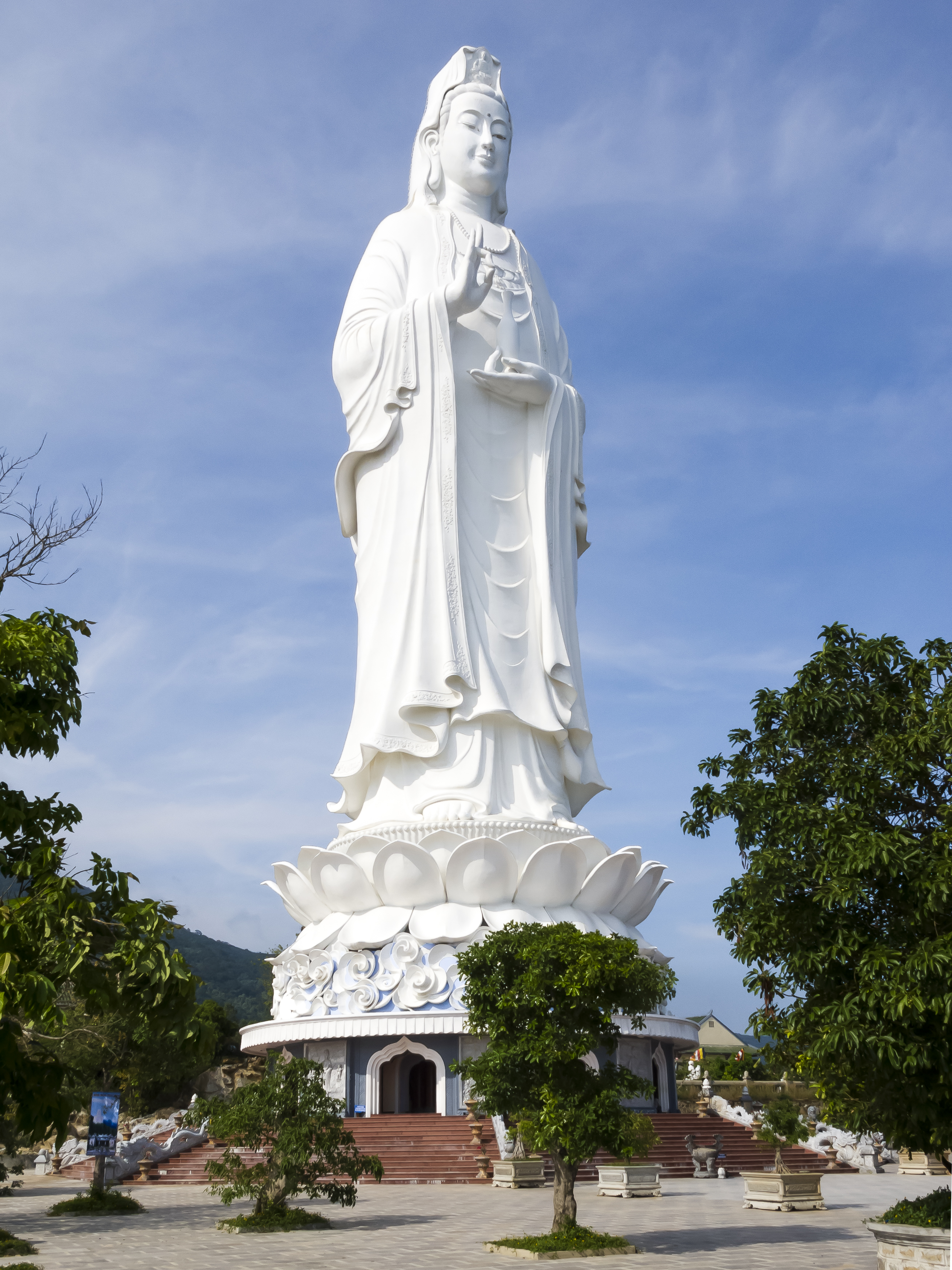
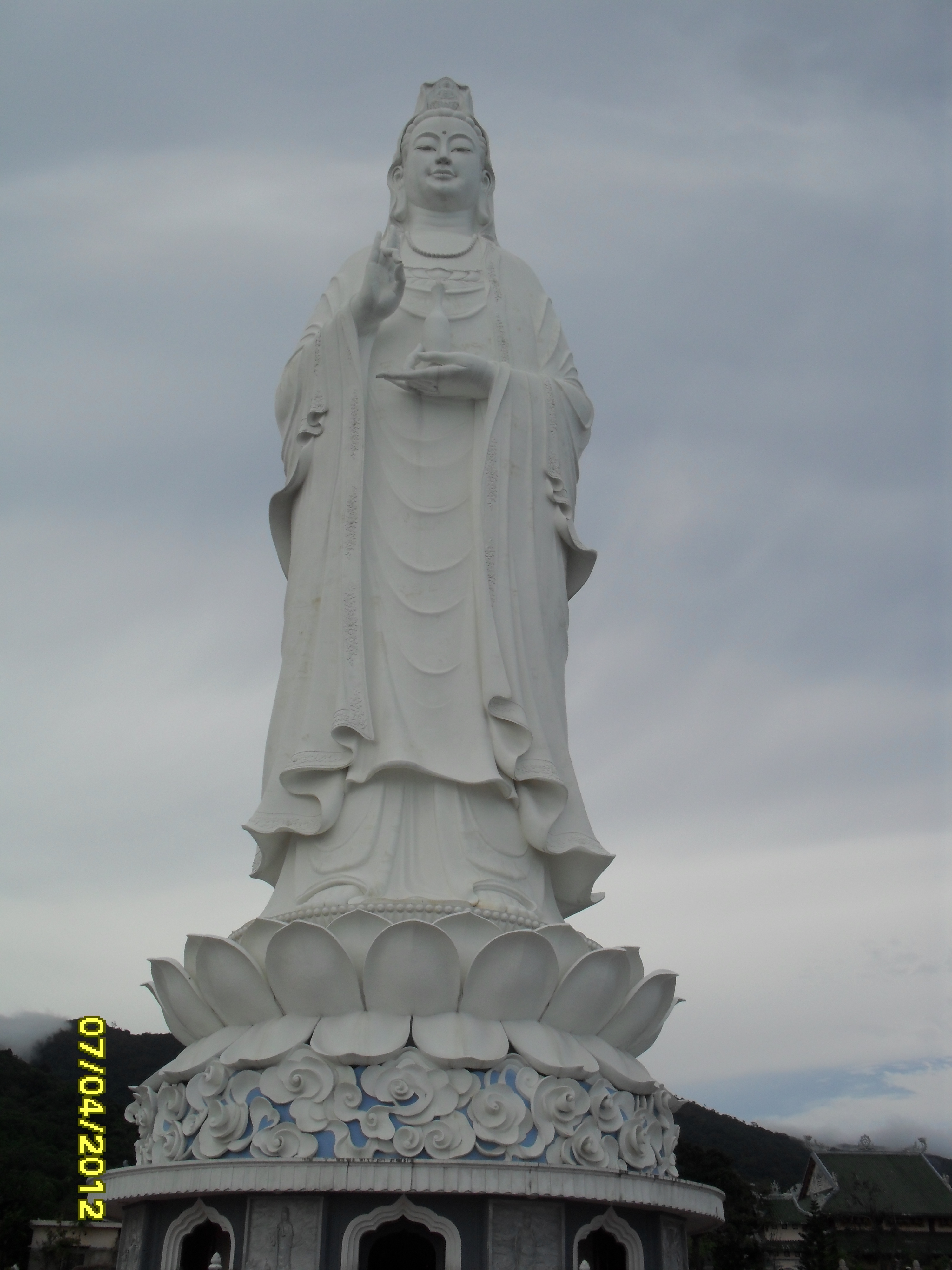